# Gilberto Baires
Gilberto Arnulfo Baires Hernández (ur. 1 kwietnia 1990 w La Paz) – salwadorski piłkarz występujący na pozycji środkowego pomocnika, reprezentant Salwadoru, od 2023 roku zawodnik Municipalu Limeño.

## Kariera klubowa
Baires jest wychowankiem klubu Atlético Marte z siedzibą w stołecznym San Salvador. Do seniorskiej drużyny, występującej wówczas w drugiej lidze salwadorskiej, został włączony jako siedemnastolatek. Szybko wywalczył sobie miejsce w wyjściowej jedenastce i po sezonie 2008/2009 awansował ze swoim zespołem do najwyższej klasy rozgrywkowej. Premierowego gola w Primera División de Fútbol Profesional strzelił 8 listopada 2009 w wygranej 3:0 konfrontacji z Atlético Balboa.

## Kariera reprezentacyjna
W 2007 roku Baires został powołany do reprezentacji Salwadoru U-17 na Młodzieżowe Mistrzostwa Ameryki Północnej, gdzie jego zespół zajął ostatnie miejsce w grupie, nie kwalifikując się na Mistrzostwa Świata U-17 w Korei Południowej. W 2009 roku wystąpił w trzech spotkaniach reprezentacji Salwadoru U-20 na Młodzieżowe Mistrzostwa Ameryki Północnej, nie wpisując się na listę strzelców, a jego ekipa odpadła z turnieju już w fazie grupowej. W 2012 roku brał udział w turnieju kwalifikacyjnym do Igrzysk Olimpijskich w Londynie. Tam pełnił jednak wyłącznie rolę rezerwowego, ani razu nie pojawił się na boisku, zaś jego drużyna odpadła ostatecznie w półfinale i nie zdołała dostać się na olimpiadę.
W 2011 roku Baires został powołany przez selekcjonera José Luisa Rugamasa na turniej Copa Centroamericana. Właśnie w tych rozgrywkach, 16 stycznia w wygranym 5:2 meczu fazy grupowej z Belize, zadebiutował w seniorskiej reprezentacji Salwadoru. Ogółem podczas tego turnieju pojawiał się na boisku czterokrotnie, przeważnie w roli rezerwowego, zaś jego drużyna zajęła ostatecznie czwarte miejsce. Kilka miesięcy później znalazł się w ogłoszonym przez urugwajskiego szkoleniowca Rubéna Israela składzie na Złoty Puchar CONCACAF, gdzie rozegrał dwa mecze, nie zdobywając bramki, za to Salwadorczycy odpadli z tych rozgrywek w ćwierćfinale.